# João Pimenta Lopes
João Pimenta Lopes, né le 12 avril 1980 à Campo Grande, est un homme politique portugais, membre du Parti communiste portugais (PCP).

## Biographie
Il devient député européen le 31 janvier 2016 en remplacement d'Inês Cristina Zuber et exerce son mandat jusqu'à la fin de la législature.
Il remplace un autre député en juillet 2021, João Ferreira, et retourne au Parlement européen où il siège jusqu'en juillet 2024.